# ALEX Berlin
Alex Berlin (eigene Schreibweise: ALEX oder auch ALEX Berlin) ist ein Radio-, Internet- und Fernsehsender in Berlin. Er ist aus dem 1985 gegründetem Bürgersender Offener Kanal Berlin (OKB) hervorgegangen, der mit der Gründung der Alex am 27. Mai 2009 seinen Betrieb einstellte.
Alex ist eine Einrichtung der Medienanstalt Berlin-Brandenburg. Finanziert wird sie aus Rundfunkgebühren.

## Geschichte

### Gründung 1985

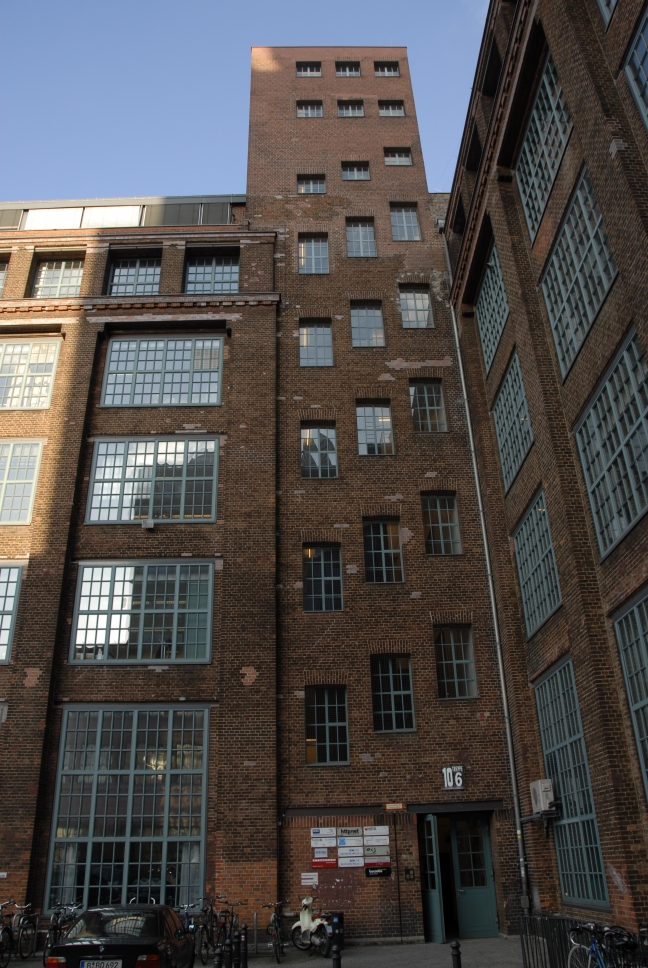
Ehemaliger Standort in der Voltastraße. ALEX hatte seine Räume im Erdgeschoss und im ersten Stock.

Offene Kanäle gibt es in Deutschland seit Mitte der 1980er Jahre, sie sind in erster Linie als Reaktion auf die Etablierung des privaten kommerziellen Fernsehen- und Rundfunks zu verstehen. Der Offene Kanal Berlin wurde 1985 pünktlich zu Beginn des Kabelpilotprojektes mit einer Fernsehsendung des rechten Vereins „Berliner Bürgergemeinschaft e. V.“ angeschaltet. Zunächst sendete er in einem zeitlich begrenzten Fenster. Der Kabelrat Berlin hatte zu diesem Zeitpunkt zwei Vereine mit unterschiedlichen Nutzungsordnungen per Beschluss zugelassen: „Berliner Bürgergemeinschaft e. V.“ und „Offener Kanal e. V.“.
Im November 1985 erhielt der OKB zusätzlich eine Hörfunkfrequenz, 1986 wurde mit dem Sonderkanal 8 eine ungeteilte Fernsehfrequenz für den OKB freigeschaltet. 1987 wurde der Offene Kanal der Medienanstalt Berlin-Brandenburg (MABB) angegliedert. Seit 1992 regelt das Landesmediengesetz die bundeslandübergreifende Zusammenarbeit zur Entwicklung eines leistungsfähigen öffentlich-rechtlichen und privaten Rundfunkwesens, das auch die gemeinsame Einrichtung eines Offenen Kanals regelt.
Im Jahr 1999/2000 gab es insbesondere wegen der Einspeisung des Nachrichtensenders N24 in das Berliner Kabelnetz kontroverse Abschaffungsdebatten, die jedoch durch die Senatsverwaltung zurückgewiesen wurden. Seitdem ist insbesondere die Vermittlung von Medienkompetenz weiter in den Fokus der Arbeit des OKB gerückt. 

### Reform OKB/Alex 2009
Die Abschaffungsdebatten aus den Jahren 1999/2000 und das Image Offener Kanäle insgesamt haben dazu geführt, auch den Offenen Kanal Berlin einer Reform zu unterziehen. Die Reform des Offenen Kanals wurde von der Medienanstalt eingeleitet und beruht auf Beschlüssen des Medienrates der MABB, die die Unterstützung des Abgeordnetenhauses Berlin (Beschluss 14. Februar 2008) gefunden haben: „Der Offene Kanal Berlin ist zu reformieren, um sicherzustellen, dass er seine Kernfunktionen einer regionalen Plattform, die allen gesellschaftlichen Kräften und Gruppen die Möglichkeit zur Partizipation im Rundfunk bietet, angemessen ausfüllt.“
Seit dem Ausscheiden (Ruhestand) von Jürgen Linke als langjährigem Direktor des OKB war seit Februar 2008 Volker Bach Leiter der Einrichtung und mit der Reform betraut. Die Reform des OKB wird nach außen unter anderem durch die Umbenennung in Alex Offener Kanal Berlin, einem neuen Design und der Einführung einer neuen Programmstruktur deutlich.

## Betrieb

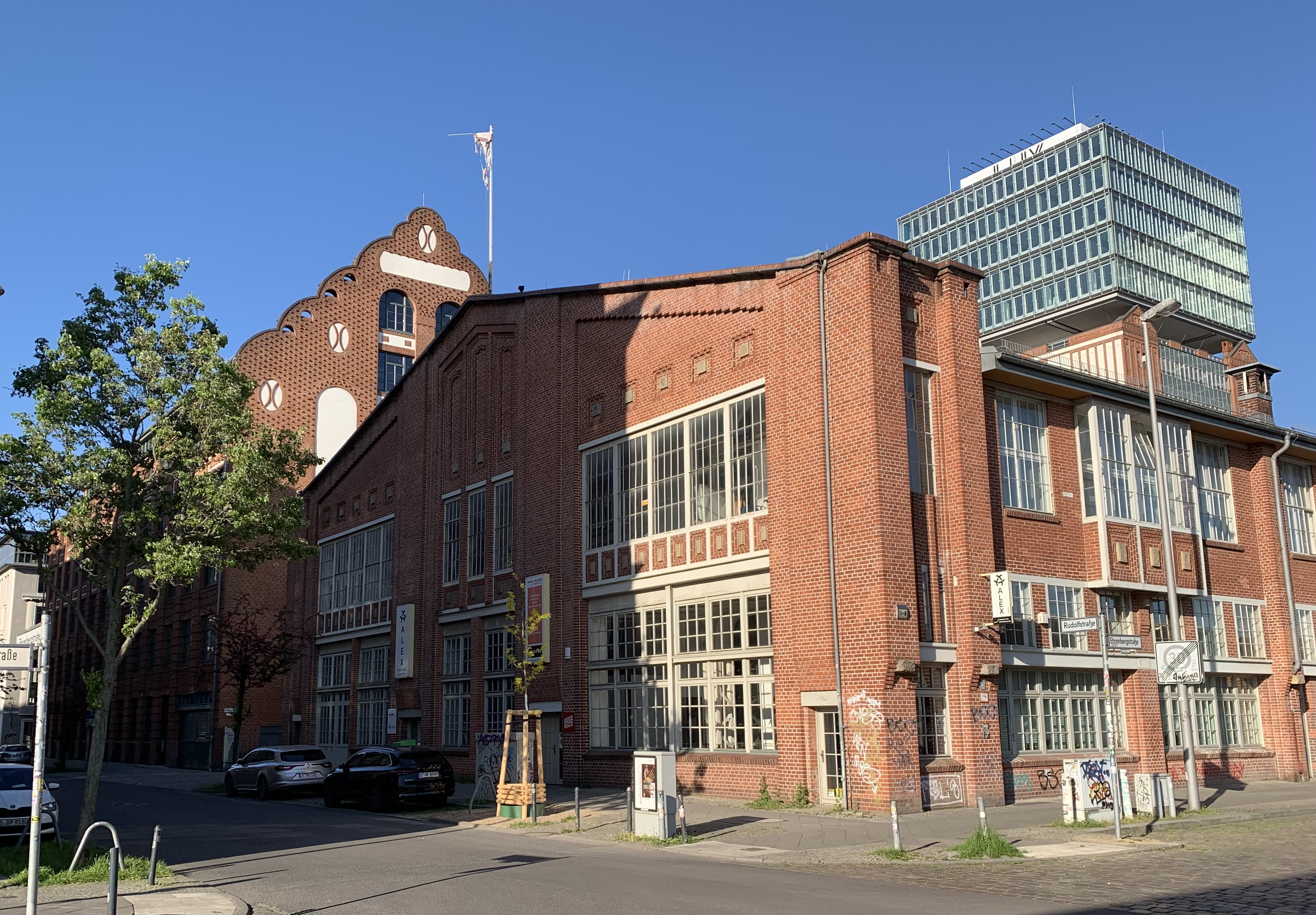
Sitz von Alex Berlin, 2025

Die Ausrichtung des OKB basiert auf den beiden Säulen des politischen Auftrags. Die Bürgerpartizipation mit ihrer Kernfunktion als regionale Plattform auf der einen sowie die praktische Vermittlung von Medienkompetenz auf der anderen Seite bietet die Möglichkeit, Medien zu konsumieren (TV, Radio, Internet) und Inhalte zu entwickeln (Programmproduktion, Akademie, Netzwerk). Erstes steht dabei für den passiven Umgang mit den ausgestrahlten Inhalten sowohl im Radio, im Fernsehen und im Internet (Mediathek). Zweites soll die Bürgerpartizipation weiter in den Vordergrund rücken. Seit Mitte April 2009 wird dazu ein mehrstufiges Aus- und Fortbildungskonzept angeboten, um die Produzenten gemäß ihrem Bedarf fördern zu können. Menschen, die ihre Meinung öffentlich darstellen möchten, können sich zukünftig von Alex fortbilden und in die für Medienproduktionen notwendige Technik einweisen lassen. Gleichzeitig soll ein Netzwerk aufgebaut werden, in dem sich die Nutzer von Alex austauschen können.

## Sendemöglichkeiten

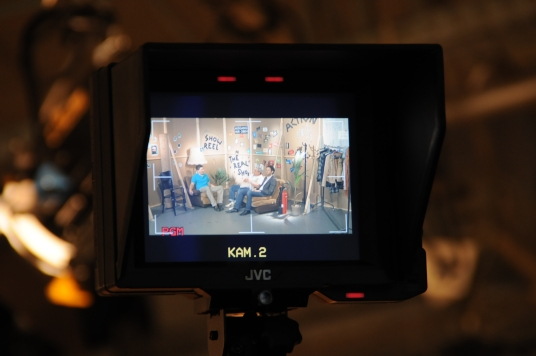
Ein Blick durch die Kamera während der Produktion der Sendung The Show Real

Im ALEX Radio wird live oder vorproduziert gesendet. Im ALEX TV laufen überwiegend vorproduzierte Sendungen. Die Sendebeiträge können auf gängigen Datenträgern eingereicht werden.
Im Fernsehen heißt der Bürgerteil des partizipativen Senders Kaleidoskop. Ähnlich dem Angebot des ehemaligen OKB kann im Kaleidoskop jedermann Sendezeit für selbstgestaltete Sendungen buchen. Mit Ausnahme der Sendezeit montags bis freitags 6:00 bis 6:45 und samstags und sonntags 7:45 bis 9:30 sind Sendungen mit religiösem, esoterischem oder spirituellem Inhalt nicht zugelassen. Ferner wird bei einem inhaltlichen oder technischen Mangel die Sendeverantwortung für die gebuchte Sendezeit entzogen. Frei buchbar sind mit diesen Einschränkungen die Sendezeiten montags bis freitags 2 bis 11:15 Uhr und sonnabends und sonntags 2 bis 9:30 Uhr. Live-Sendungen sind im Kaleidoskop nicht möglich.

## Ereignisfernsehen
Zusätzlich zu den beiden Angebotssäulen von Alex werden regionale Ereignisse und Veranstaltungen aus Politik, Kultur und Gesellschaft auf Basis des 4. Medienstaatsvertrags vom 30. April 2009 zwischen Berlin und Brandenburg auf Alex gesendet (Ereignisfernsehen). In der Vormittagsschiene werden vor allem politisch orientierte Veranstaltungen (z. B. Symposien der unterschiedlichen politischen Stiftungen) begleitet. Zum anderen zeichnet Alex auch in kleinen Veranstaltungssälen und Clubs zum Beispiel Musikveranstaltungen und Lesungen auf. Angekündigt sind auch Übertragungen von Kabarett, Kleinkunst und Comedians – alles im Bereich der noch nicht professionellen Künstler. Durch die halbstündigen Beiträge moderieren seit Herbst 2012 Mihaela Gladovic und Laurenz Klespe.

## Werkstudio
Im Frühjahr 2009 wurde das Alex-Werkstudio eingerichtet. Dabei handelt es sich um ein Aus- und Weiterbildungsprogramm. Medieninteressierten ohne Vorkenntnisse wird im Werkstudio der Weg zur eigenen Sendung durch die angebotenen Basiskurse erleichtert. Bereits aktiven Medienschaffenden bietet das Werkstudio Plus ebenfalls Seminare, Vorträge und Workshops mit professionellen Referenten aus der Medienbranche an, z. B. mit den Alex-Lectures.

## Technik

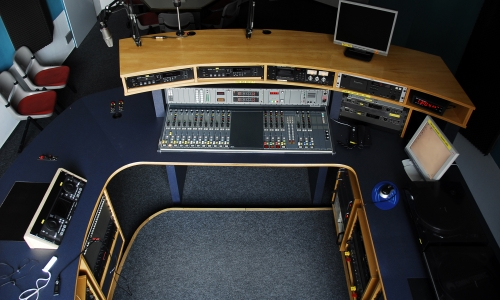
Ein Blick in das große Hörfunkstudio.

Alex verfügt über aktuelle Sende- und Aufzeichnungstechnik. Dazu gehören Full-HD-fähige Camcorder, Schulterkameras, Mini-DV-Camcorder, diverse digitale Audio-Aufnahmegeräte sowie ein modern ausgestattetes Fernseh- und zwei Hörfunkstudios.
Für die Produktion von Fernsehbeiträgen steht ein voll ausgestattetes TV-Studio zur Verfügung. Das 100 m² große Studio ist ausgestattet mit 3 Kameras und einem abgetrennten Raum für die Regie. Dort werden das Fernsehbild, der Ton und andere Bestandteile der Fernsehsendung (Untertitel, Einspielungen von Magnetaufzeichnungen (MAZ) und anderen Medien) gesteuert. Zusätzlich gibt es eine Fläche für Zuschauerbestuhlung, auf der etwa 50 Leute Platz finden.
Das Hörfunkstudio von Alex ist mit drei Mikrofonen ausgestattet. Hier kann von Musikkassette (MC), Vinyl (Schallplatte) bis Audio-CD, DVD und USB alles gesendet werden. Es besteht die Möglichkeit, Anrufer in die Sendung mit einzubeziehen. Auf diese Weise ist beispielsweise ein Interview mit Lokalpolitikern über Telefon möglich.

## Auswahl regelmäßiger Sendungen
Alex TV: Freistunde (Kindertalkshow), Futiklub (wöchentlicher Fußballtalk), Italia TV (Sportberichterstattung), BerlinImPuls TV (Jugendmagazin), Der Spitze Kreis (Berliner Kulturleben), Japanorama (Alles zum Thema Japan in Berlin), N.O.I.S.E. Effects (lokale Bands im Porträt), Panoptikum (Filmshow), Pfeiffers Ballhaus (Tanz- und Unterhaltungsprogramm), Showreal – The real Show (Präsentationsshow für junge Schauspieler), Tapete Late Night (Late-Night-Show), treppe 5 (Magazin zu aktuellen Themen im Bereich Kunst, Kultur, Sport und Politik/Gesellschaft), TV Noir (Musik-Talk-Show), Undertube (Musikmagazin aus der U-Bahn), Volltreffer – Jugendliche fragen nach (Jugendtalkshow), Xen.On (Ausbildungsfernsehen).
Alex Radio: Quatschbrötchen (Comedy- und Satiremagazin), Democracy Now, Schlagerrevue (Vorstellung von Neuproduktionen im Schlagerbereich), Gargut (Kochmagazin), Hertha Echo (Informationen über die Fan-Szene), Kofferradio (Schlagersendung), OKBeat (Livemusik), Oldie-Treff (dienstälteste Sendung mit über 900 Ausgaben), Planet Sounds (Weltmusik), Wellenreiter (Kulturmagazin), House of cards (5 verschiedene Musikrichtungen im Wechsel), Radio QueerLive (Das älteste Homoradio Berlins), SdoubleM (Jugendradio), Radio Hörsturz (Jugendradio), DunkelFunk (Musiksendung), szenesoundsRADIO (Bandinterviews & Szenenews), Soundchecker (Musiksendung), Musikbar (Musiksendung), Showtime (Entertainment-Magazin mit Marc Rudolf)

## Verbreitung
Das TV-Programm von ALEX Berlin ist zu empfangen in den Berliner Kabelnetzen von Vodafone und PYUR, über Magenta TV, über das Lokal-TV-Portal (Satellit und DVB-T2 HD) sowie als Livestream. Ausgewählte Sendungen werden in einer Mediathek sowie einem YouTube-Kanal vorgehalten (Stand: 2025).
Das Radioprogramm von ALEX Berlin ist zu empfangen im Kabel auf der 92,6 MHz, auf DAB+ Kanal 7D und im Radio Livestream. Die UKW-Verbreitung über die 91,0 MHz ist bis Ende 2025 geplant.

## Partnerschaften
- CBA – Cultural Broadcast Archive (Internationales Audio Archiv)